# 古惑女2
《古惑女2》一部基於香港漫畫家牛佬的江湖漫畫作品所改編的電影，其前作為《古惑女之決戰江湖》。

## 劇情簡介
火咀（何超儀 飾）、辣椒（楊恭如 飾）、巴閉（洪雪盈 飾）和老闆娘（翟佩雲 飾）四人是薄有名氣的古惑女，亦是好友。一日駕車的意外邂逅，讓太子（唐文龍 飾）深深被火咀所吸引；然而火咀卻因前男友阿昌之死而不能忘懷。洪興龍叔（程小龍 飾）的女人波波（李思蓓 飾）與四女發生衝突，飛龍（何華超 飾）為波波撐腰，太子現身相助四女，並警告飛龍別沾手毒品；顏面盡失的飛龍和波波，更加對太子等人懷恨在心。

某日，巴閉的妹妹被父親強姦，巴閉憤而把父親砍至重傷，其男友廢柴（梁焯滿 飾）欲承擔罪狀，眾人苦無律師費時，太子再次挺身而出。苦追火咀而無進展的太子，費心買回阿昌的摩托車；另一方面，得知四女想開酒吧的心願，於是與辣椒合計秘密進行，並出錢投資。豈料，此舉令辣椒誤會太子鍾情自己，芳心暗許，並對眾姊妹表示非君不嫁；原本已將自己交給太子的火咀知曉後，決意成全兩人，竟而在新店開幕當日口是心非，試圖遠離太子。就在眾人沈浸在各自思緒時，飛龍和波波以早前將老闆娘輪姦並拍攝下影片為由，命令其對太子下藥，因而致使太子遭誣陷勾引波波；一旁加油添醋的飛龍逼著龍叔對太子砍斷手腳筋，欲救太子的四女，與飛龍漸砍漸退，只見太子身受多刀，廢柴和巴閉亂刀致死；火咀、辣椒和老闆娘決意與飛龍玉石俱焚……

鮮血噴濺的砍殺場面，只見火咀與太子雖身處兩地，卻一同吐血倒下……

## 人物角色
| 演員   | 角色   | 備註                                                               |
| 何超儀 | 火咀   | 古惑女；與辣椒、巴閉和老闆娘為好友；因前男友阿昌之死而久不能忘懷   |
| 唐文龍 | 太子   | 古惑仔；隸屬洪興，飛龍同門兄弟，喜歡火咀                           |
| 楊恭如 | 辣椒   | 古惑女；與火咀、巴閉和老闆娘為好友，喜歡太子                       |
| 何華超 | 飛龍   | 古惑仔；隸屬洪興，與波波為伍，沾手毒品，跟太子不合                 |
| 李思蓓 | 波波   | 古惑女；龍叔女人，與飛龍有姦情並共計陷害火咀等人                   |
| 梁焯滿 | 廢柴   | 古惑仔；飛龍手下，巴閉男友，替巴閉頂罪，後得太子幫助               |
| 翟佩雲 | 老闆娘 | 古惑女；與辣椒、巴閉和火咀為好友，因被飛龍威脅而陷害朋友           |
| 洪雪盈 | 巴閉   | 古惑女；妹妹被父親強姦，而憤怒將其重傷                             |
| 曹查理 |        | 巴閉父親；強暴自己小女兒，後被大女兒砍傷                           |
| 程小龍 | 龍叔   | 洪興老大，波波為其女人                                             |
| 黃定邦 | Johnny | 火咀同事，一同在摩托車行工作                                       |
| 葉永健 | 喪 Pan |                                                                    |
| 王志文 | 阿鬼   | 古惑仔；太子手下                                                   |
| 彭美嫦 | 平姐   | 阿昌母親；火咀前男友之母，居於老人院，於阿昌過世後，火咀經常來探望 |

## 電影歌曲

### 主題曲
| 歌名           | 演唱者 | 作曲   | 填詞   | 編曲   |
| 〈想哭的少女〉 | 梁佩芝 | 石金華 | 潘健康 | 韋啟良 |

## 外部連結
- 香港影庫上《古惑女2》的資料（繁體中文）
- 豆瓣电影上《古惑女2》的資料 （简体中文）
- 时光网上《古惑女2》的資料（简体中文）